# Asuka (rivista)
Il Monthly Asuka (月刊あすか?, Gekkan Asuka) è una rivista giapponese mensile di manga shōjo edita dalla Kadokawa Shoten, destinata alle giovani ragazze, ma con serie che puntano anche al pubblico maschile. Similmente allo Shōnen Ace, la rivista si focalizza anche sugli spin-off ed i tie-in.
L'Asuka esce in Giappone ogni 24 del mese, ed i tankōbon delle serie pubblicate hanno etichetta Asuka Comics.

## Manga e light novel pubblicati
- Tamayo Akiyama
  - Hyper Rune
  - Mouryou Kiden
  - Secret Chaser
- Sumiko Amakawa
  - Cross
- CLAMP
  - X
  - Yumegari
- Fumino Hayashi
  - Neon Genesis Evangelion: Angelic Days (spin-off di Neon Genesis Evangelion)
- Haruko Iida
  - Crescent Moon
- Kasane Katsumoto
  - Hands Off!
- Ayumi Kawahara
  - Idol Densetsu Eriko
- Fujiko Kosumi
  - Uchi no heika ga shinmai de.
- Kiyo Kujo
  - Trinity Blood (storia di Sunao Yoshida)
  - Zone 00
- Majiko
  - Monster School
  - Code Geass - Lelouch of the Rebellion (storia di Gorō Taniguchi e Ichirō Ōkouchi, spinoff dell'anime)
- Ai Morinaga
  - Il principe papero
  - Yamada Tarō monogatari
- Yutaka Nanten
  - Cowboy Bebop (storia di Hajime Yatate e Yutaka Nanten, adattamento dell'anime)
- Kaoru Ohashi
  - Celluloid Carnival
  - Gekkou no Heroine
  - Lemming no Yukue
  - Maria ni Korosareru
- Akaza Samamiya
  - Torikago Syndrome
- Yukiru Sugisaki
  - D•N•Angel
  - Lagoon Engine
  - Lagoon Engine Einsatz
- Satosumi Takaguchi
  - Hana no Asuka-gumi!
  - Sakende Yaruze
- Cain Yuga
  - Cowboy Bebop Shooting Star (basato sul lavoro originale di Hajime Yatate)
- Kairi Yura
  - Angelique
- Temari Matsumoto
  - Kyou Kara MA no Tsuku Jiyuugyou! (basato sulla serie Kyo Kara Maoh!)